# Carabus pupulus
Carabus pupulus es una especie de insecto adéfago del género Carabus, familia Carabidae. Fue descrita científicamente por A. Morawitz en 1889.
Habita en China, Kirguistán y Tayikistán.